# Súlytárcsa

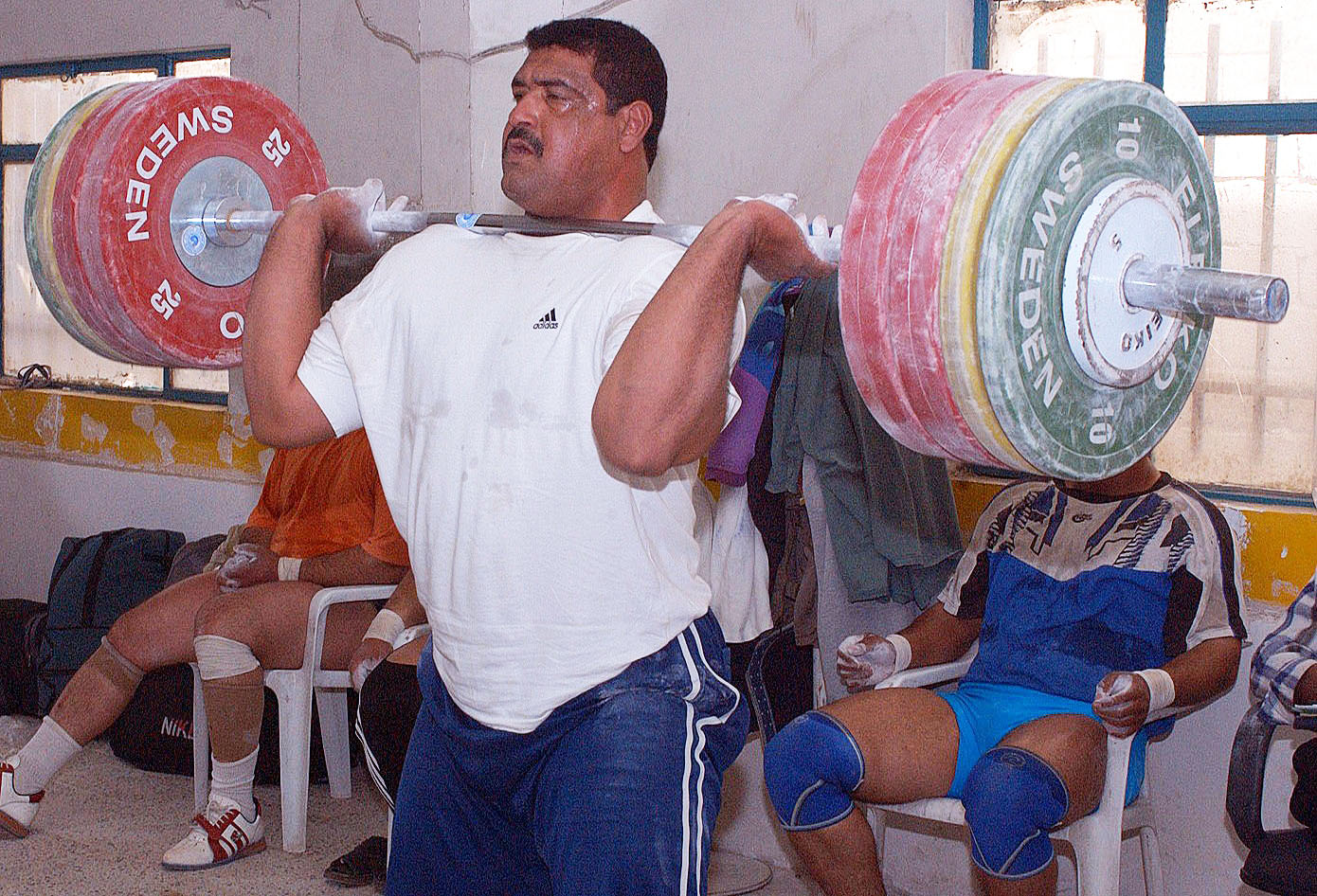
Súlyemelő olimpiai súlyzórúddal, melyre különböző tömegű tárcsákat pakoltak

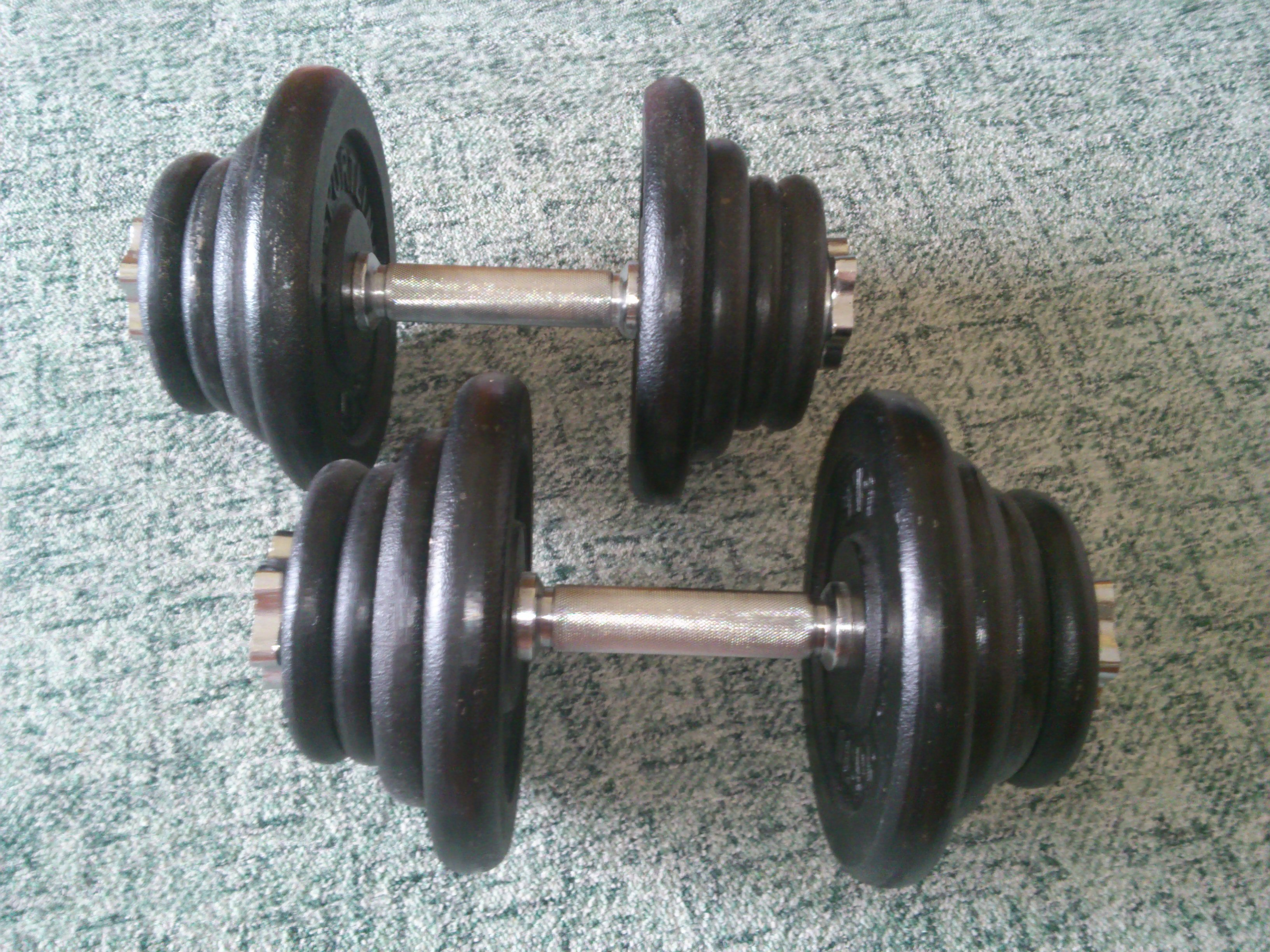
Kézisúlyzó sztenderd tárcsákkal

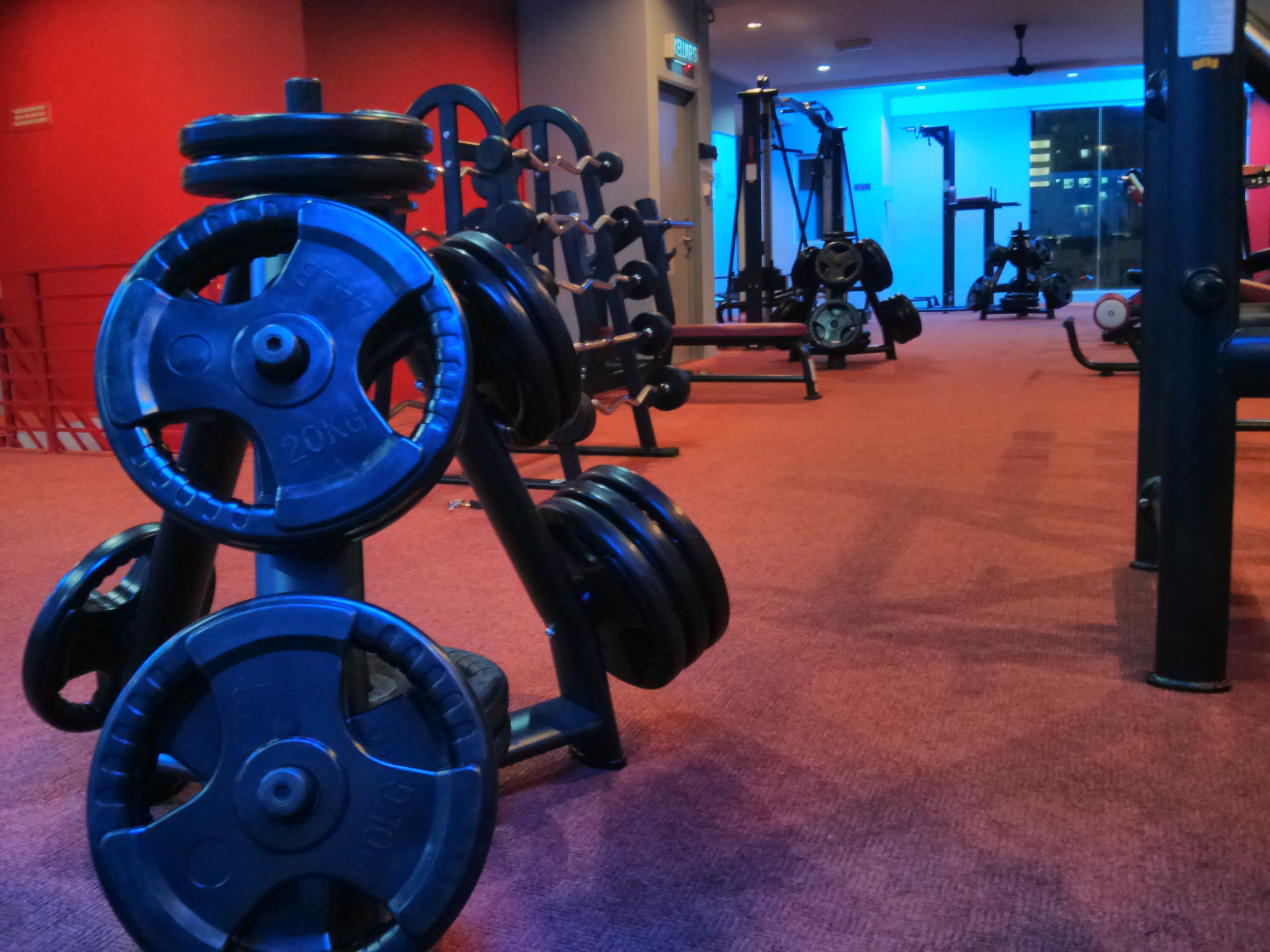
Grip plates, azaz markolattal rendelkező súlytárcsák a tárolásukra tervezett állványon

A súlytárcsa erőedzéshez, illetve súlyemeléshez használt eszköz, mely készülhet öntöttvasból, acélból és műanyagból is, utóbbi esetben cementtel, vasreszelékkel, vízzel vagy homokkal töltik meg. A súlytárcsáknak két fajtája létezik, a hagyományos, sztenderd tárcsa (25 vagy 30 mm átmérőjű furattal) és az úgynevezett „olimpiai” tárcsa, melynek furata 50 mm átmérőjű. Utóbbiakat az olimpiai súlyzórudakhoz tervezték.
A súlytárcsák lehetnek tömörek vagy markolattal rendelkezőek, amelyeket könnyebb megfogni. A nem versenyzéshez használt súlytárcsák mérete és átmérője változatos, a nehezebb tárcsák általában nagyobb átmérőjűek és/vagy vastagabbak. A súlytárcsák általában kör alakúak, de léteznek 12-oldalú vagy egyéb sokszög alakú tárcsák is. A legtöbb tárcsát zománcfestékkel vagy rozsdafestékkel kezelik, a rozsdásodást megelőzendő; a drágább tárcsákat krómozzák, gumival vagy műanyaggal borítják.

## Méretek
Többféle méretű és tömegű súlytárcsák kaphatóak, általában előre meghatározott tömegű szettekben, attól függően, hogy fontban (Brit Nemzetközösség, Amerikai Egyesült Államok) vagy kilogrammban határozta meg a gyártó. Brit mértékegység szerint általában 2,5, 5, 10, 25, 35 és 50 fontos tárcsákat gyártanak, az 1,25, 7,5, 12,5, 20 és 100 fontos tárcsák ritkábbak. SI-mértékegység szerint a leggyakoribb tárcsák 1,25, 2,5, 5, 10, 15 és 20 kilogramm tömegűek, a 0,5, 7,5 és 25 kilogrammos tárcsák ritkábbak.
A legáltalánosabb olimpiai tárcsák 2,5, 5, 10, 25, 35 és 45 font tömegűek, az 1,25 és 100 fontos tárcsák ritkábbak. Az SI-rendszerben gyártott leggyakoribb olimpiai tárcsák 1,25, 2,5, 5, 10, 15, 20 és 25 kg-osak, a 0,25, 0,5 és 50 kg-os tárcsák ritkábbak.
A gumírozott súlytárcsák általában 10, 15, 25, 35, 45 és 55 fontos, illetve 5, 10, 15, 20 és 25 kilogrammos szettekben léteznek.
Néhány vállalat gyárt úgynevezett „részleges” tárcsákat is, melyek kevesebb mint 1 font (vagy 0,5 kg) tömegűek. Ezekkel úgynevezett microloading (mikroterhelés) vihető véghez, haladó sportolók szoktak ezzel a lehetőséggel élni. Alternatívaként 1 hüvelykes (27 mm) vagy 48 mm-es (2 hüvelyk) csavar-alátétlemez is használható.

## Pontosság
A súlytárcsák tömege nem mindig pontos, különösen az olcsóbb gyártmányok esetében. 2–3%-os különbségek is észrevehetőek, de akár 10% vagy annál nagyobb is lehet egyes gyártóknál. Tom Lincir, az Ivanko Barbell Company alapítója állítása szerint találkozott már olyan 45 fontos tárcsával, ami a valóságban csak 38 fontot nyomott, és olyannal is, ami 59 fontot. Az ilyen tárcsákat meg lehet jelölni például filctollal.
Kaphatóak úgynevezett kalibrált tárcsák, melyek az egyes gyártók állításai szerint 10 gramm hibahatárral készülnek, ami a Nemzetközi Súlyemelő-szövetség maximális tűréshatára is a versenyeken használt tárcsáknál.

## Gumírozott súlytárcsák

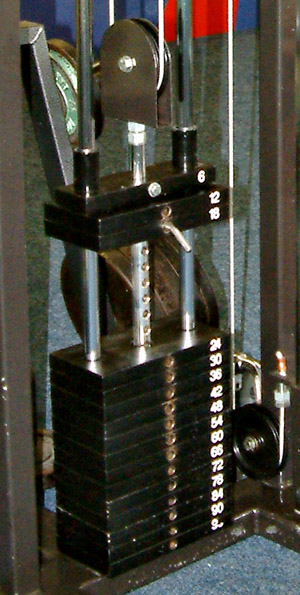
Lapsúlyos edzőgép, a lapsúlyok közepén található lyukba kell bedugni a terhelésválasztó tüskét

Az olimpiai súlytárcsák lehetnek gumírozottak (bumper plates), ezeket használják a súlyemelő versenyzők, ahol a rudat a súlyokkal együtt az emelést követően ledobják a padlóra.
Az olcsóbb tárcsák kemény gumiból készülnek, acél vagy réz gyűrűvel a közepén. A versenyzéshez megfelelő minőségű tárcsák összetettebbek, acélból készülnek, gumiborítással. A gumi lehetővé teszi, hogy a megpakolt rudat ledobják az emelést követően és az valamelyest visszapattanjon, elhanyagolható kárt okozva a padlóban, a tárcsákban és a rúdban is.
A Nemzetközi Súlyemelő-szövetség 450 mm (± 1 mm) átmérőben határozta meg a megfelelő gumírozott tárcsák méretét, a könnyebb tárcsák vékonyabbak, a nehezebb tárcsák vastagabbak. A kisebb átmérőjű gumírozott tárcsákat angolul change plate-nek, magyarul kiegészítő tárcsáknak hívják. Ezek nem gyakorló tárcsák, ledobni nem lehet őket, így csak a sztenderd méretű tárcsák mellett használatosak.
A gumírozott tárcsák alternatívájaként kaphatóak műanyagból készült gyakorlótárcsák, melyek drágábbak mint a gumírozottak, de ellenállóbbak az ismételt ledobásokkal szemben. Elsődleges céljuk, hogy a kezdő súlyemelők gyakorolhassák a fogásnemeket. Egy-egy gumírozott tárcsapár önmagában sokkal hamarabb tönkremegy a túl sok leejtés miatt.
Léteznek csúszásmentes tárcsák is, melyekhez nem szükséges szorítót tenni a rúdra (megakadályozandó a lecsúszásukat).

## Lapsúlyok
Az edzőtermi gépek egy része a fent is tárgyalt súlytárcsákkal működik, melyeket a sportolónak kell felraknia a gépre. A gépek más része (például a csigás kábeltorony vagy egyes többfunkciós, kombinált gépek) úgynevezett lapsúlyos gép. A lapsúly a nevének megfelelően téglalap alakú, a súlyokat rudakra csúsztatják, és középen helyezkedik el a furatokkal rendelkező terhelésválasztó cső. A kívánt súlyt a terhelésválasztó tüske bedugásával lehet kiválasztani.

## Fordítás
Ez a szócikk részben vagy egészben  a   weight plate című angol Wikipédia-szócikk fordításán alapul.  Az eredeti cikk szerkesztőit annak laptörténete sorolja fel. Ez a jelzés csupán a megfogalmazás eredetét és a szerzői jogokat jelzi, nem szolgál a cikkben szereplő információk forrásmegjelöléseként.